# Schwind-Pavillon

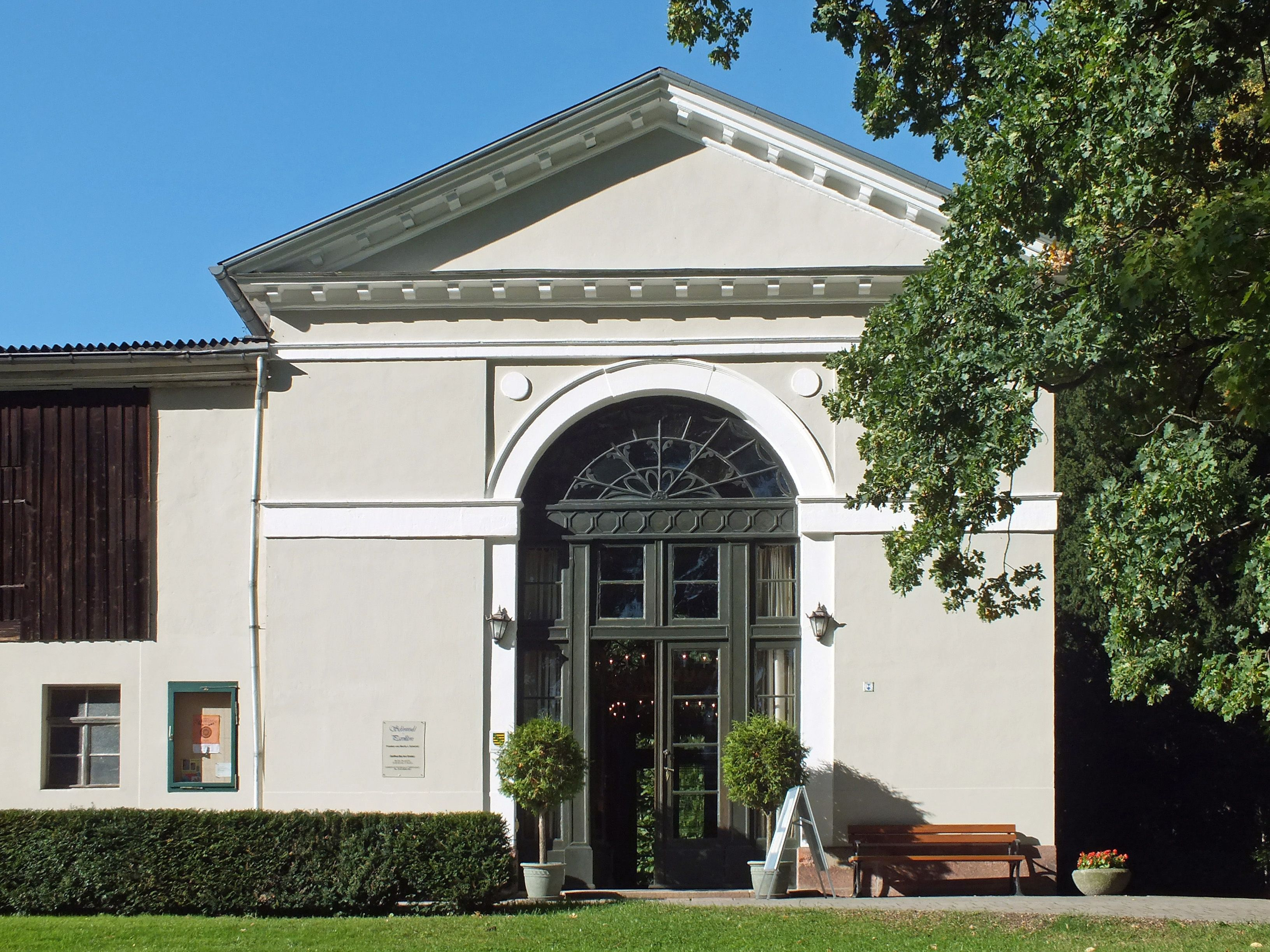
Schwind-Pavillon, Außenansicht, 2012

Als Schwind-Pavillon wird der ehemalige Musiksalon der Orangerie des Rittergutes Rüdigsdorf (Landkreis Leipzig) bezeichnet. Der Name geht auf den Maler Moritz von Schwind (1804–1871) zurück, der wesentlich an der Ausgestaltung des Innenraums beteiligt war. Dieser ist ein sehr gut erhaltenes Beispiel einer klassizistischen Raumgestaltung. Der Pavillon gehört zu den „Museen Kohren-Sahlis“ der Stadt Frohburg. Er steht unter Denkmalschutz.

## Geschichte
Heinrich Wilhelm Leberecht Crusius (1790–1858) hatte das Rittergut 1824 von seinem Vater Siegfried Leberecht Crusius (1738–1824) geerbt und baute es zu seinem Sommersitz um. Zeitgleich mit dem Umbau des Herrenhauses entstand ein Park im Stil eines englischen Landschaftsgartens. Die Orangerie in der englischen Parkanlage wurde von 1829 bis 1839 errichtet und am 25. August 1839 mit einem Vereinsfest der Leipziger Liedertafel eingeweiht. Der flache Mittelbau der Rüdigsdorfer Orangerie war mit einer Glasfront versehen und diente als eigentliches Gewächshaus. Die zwei flankierenden Pavillons enthielten links die Gärtnerwohnung und rechts den Musiksalon.
Verschiedene Ideen zur Ausgestaltung des Parks, unter anderem eine halbrunde Bank und ein Brunnen, sowie die Entwürfe für die Wandbilder „aus dem Leben der Psyche“ erhielt Crusius 1833 von dem Dresdner Architekten und Maler Woldemar Hermann (1807–1870). 1839 wurde Gottfried Semper (1803–1879) gebeten, an den Hermannschen Dekorationsentwurf „letzte Hand“ anzulegen.
Zwischen 1835 und 1837 wurde die Decke des Saals von den Künstlern Gustav Adolph Hennig (1797–1869) und Otto Wagner (1803–1861) gestaltet. Der Genre- und Portraitmaler Gustav Adolf Hennig führte das runde Deckengemälde in Tempera aus. Das Bild „Amor führt Psyche zum Olymp“ wird von den zwölf Tierkreiszeichen eingerahmt. Gustav Adolf Hennig fertigte auch Entwürfe für die großen Wandbilder, allerdings führte er diese nie aus. Hennigs Entwürfe sind im Bildermuseum Leipzig erhalten geblieben. Die ornamentale Gliederung der Saaldecke und die Blättergirlanden führte der Dresdener Hof- und Dekorationsmaler Otto Wagner aus. Dieser hatte zuvor auch eine Loge des Römischen Hauses des Leipziger Verlegers Hermann Härtel (1803–1875) geschmückt. Härtel war mit Crusius befreundet und hatte den Künstler höchstwahrscheinlich empfohlen. Die farbenfrohen Frucht- und Blattranken im Schwind-Pavillon symbolisieren die vier Jahreszeiten. Durch die ornamentale Gestaltung der Decke verlieh der Künstler ihr die Leichtigkeit eines gespannten Zeltdaches.
Moritz von Schwind wurde wahrscheinlich durch seinen Lehrer Ludwig Schnorr von Carolsfeld (1788–1853) an Wilhelm Crusius in Rüdigsdorf empfohlen. Nach zähen Vertragsverhandlungen begann er 1838 mit der Arbeit. An der Gestaltung der großflächigen Wandbilder beteiligte er seinen Wiener Studienfreund Leopold Schulz (1804–1873). Von den neun Bildern führte Schulz fünf aus. Schwind legt in Schorrs „Kunstblatt“ von 1840 Wert darauf festzustellen: "...dass die Wahl und Reihenfolge der Bilder von Hrn. Crusius ausgegangen, wir die Arbeit untereinander getheilt, und einer wie der andere sein Theil für sich, unabhängig erfunden und ausgeführt hat". Die Bilder 3,4, 6 und 9 malte Schwind selbst.
Während einer Restaurierung des Saals im Jahr 2006 wurde festgestellt, dass es sich um keine echten Fresken handelt. Fresken werden auf den frischen Putz gemalt. Schwind und Schulz malten auf einer auf den trockenen Putz aufgetragenen Kalkschicht.

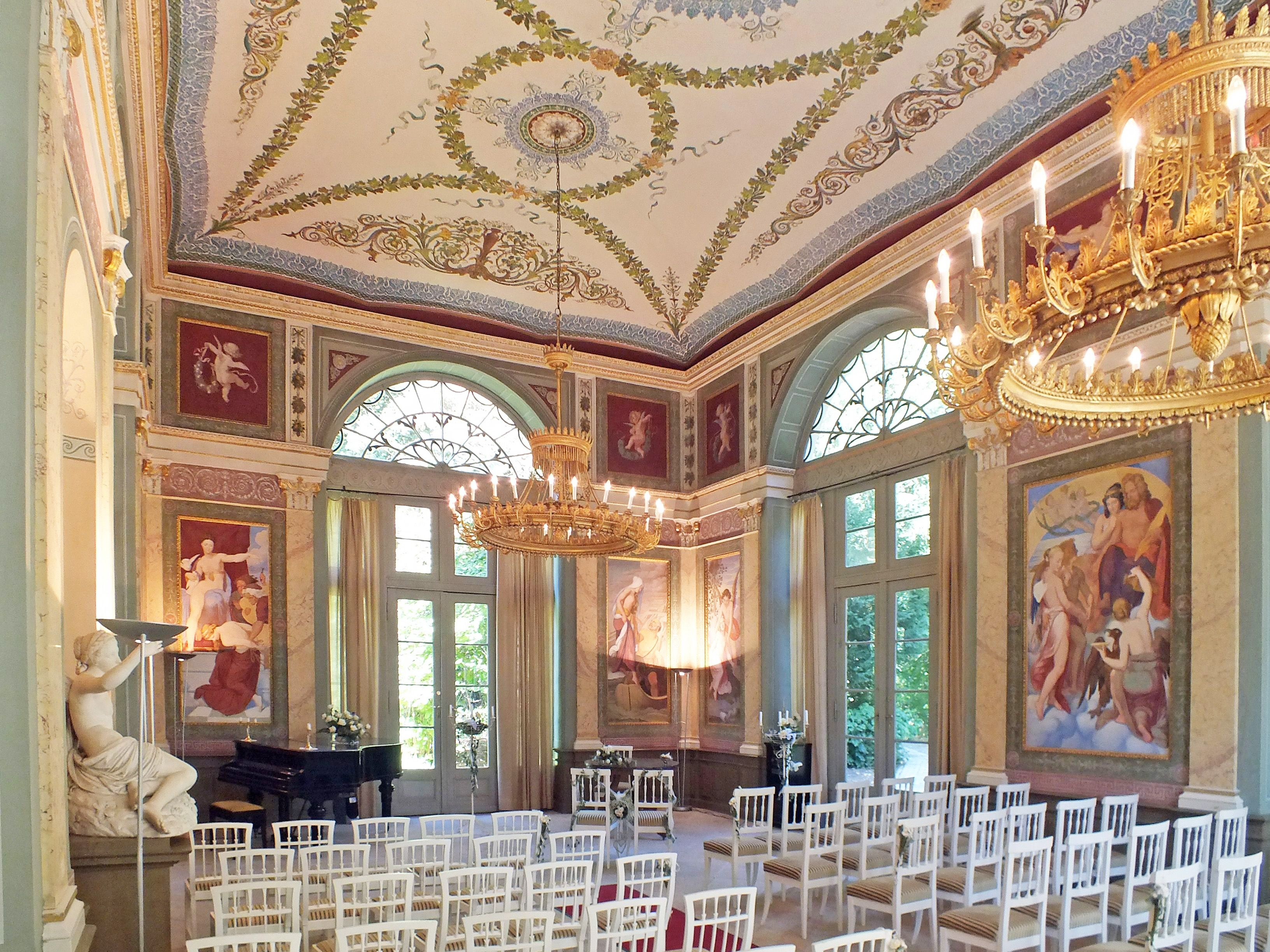
Innenansicht des Pavillons
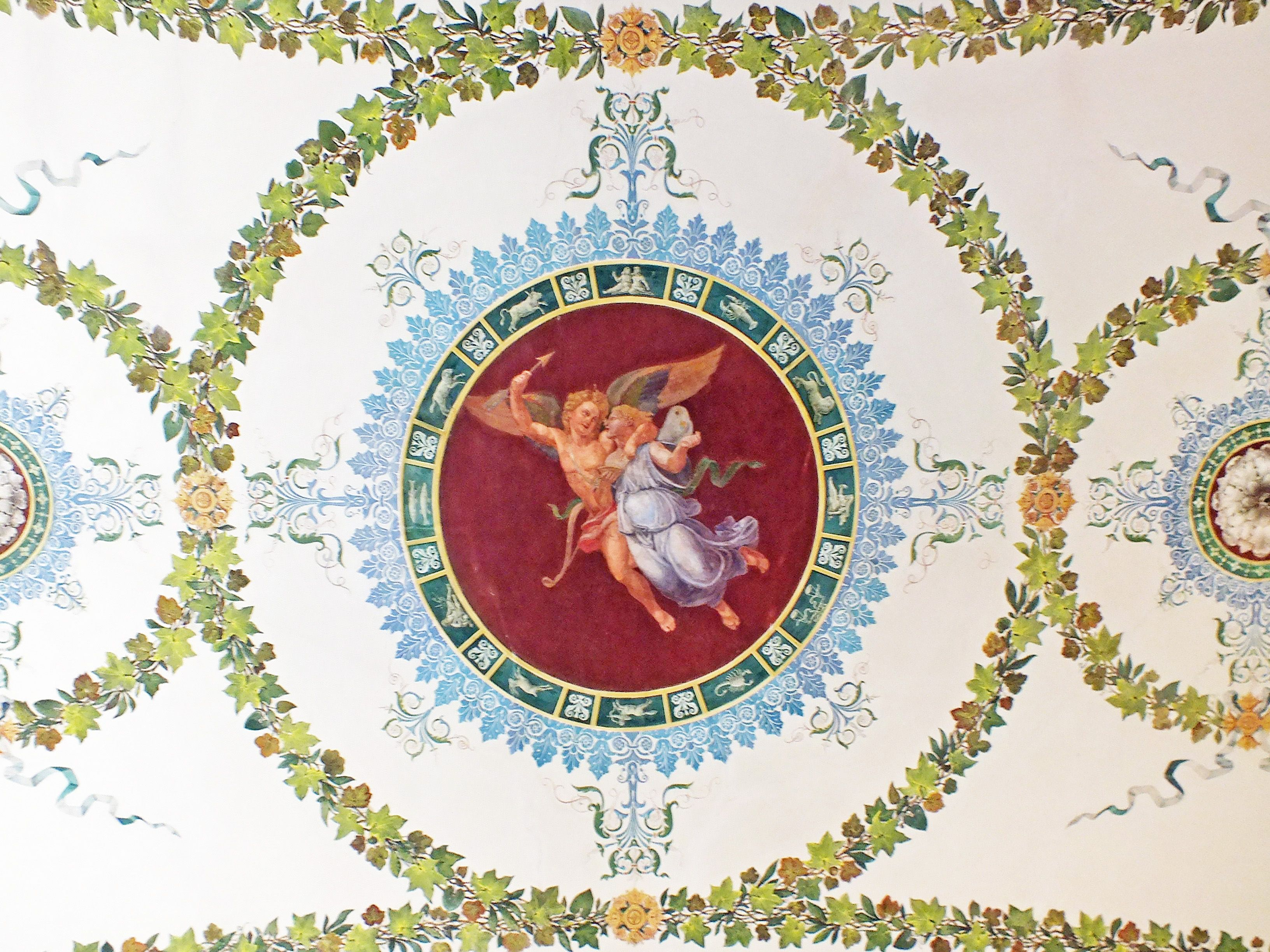
Deckengemälde Gustav Adolph Hennig „Amor führt Psyche zum Olymp“
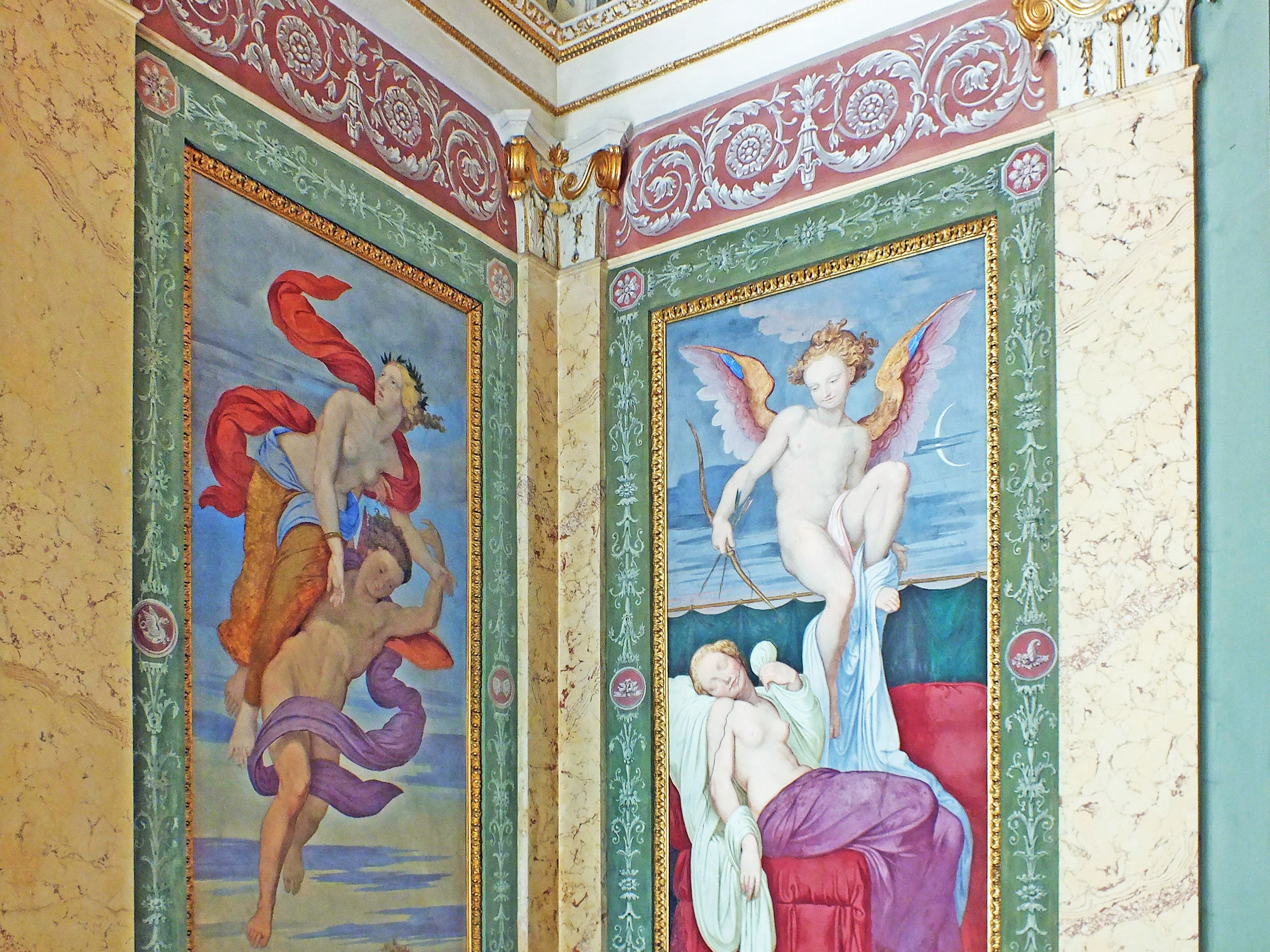
Zwei der neun Wandbilder
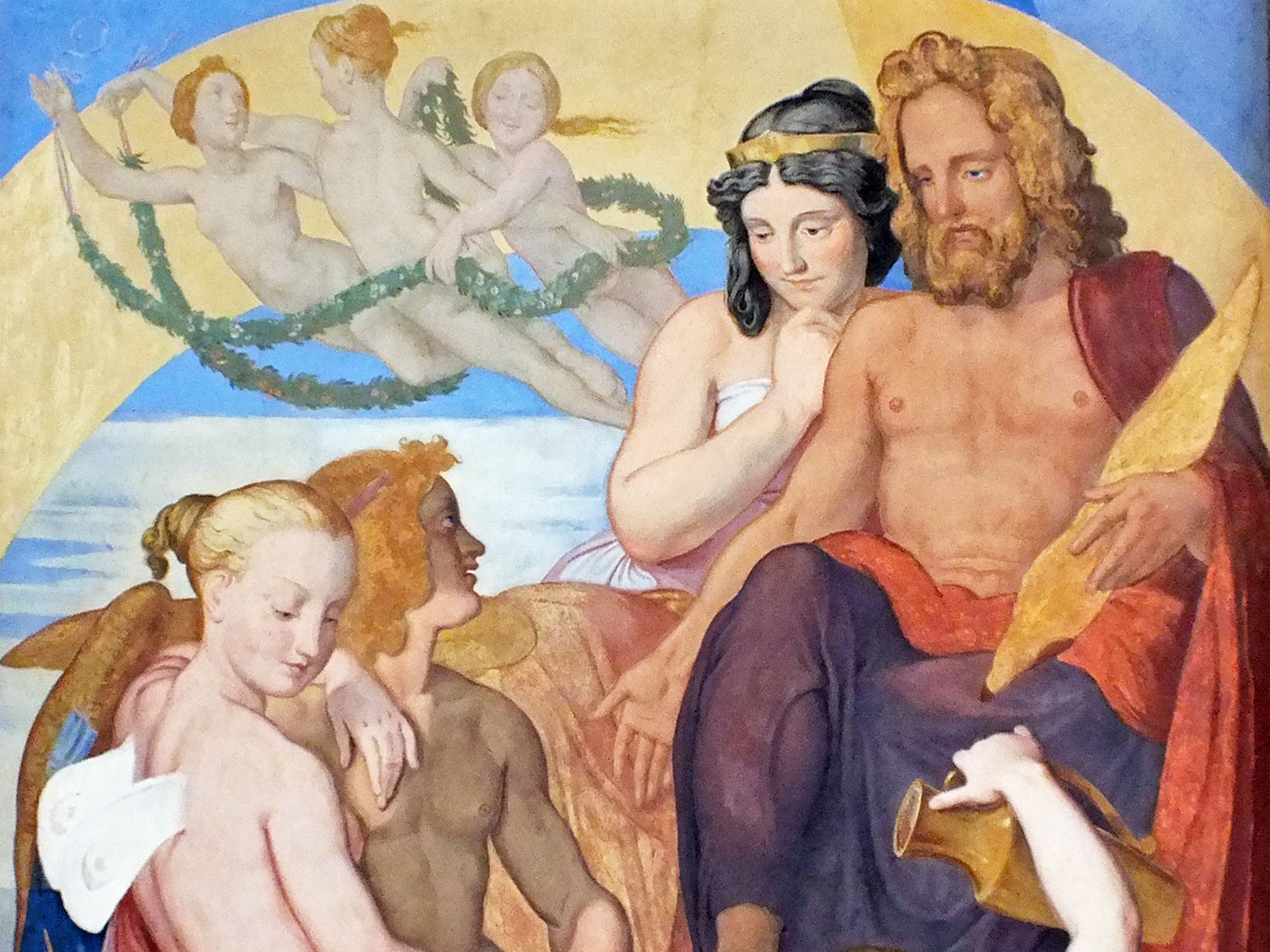
„Die Vermählung von Amor und Psyche“ (Ausschnitt)

Das Gebäude wurde ab den 1930er Jahren mehrmals umgebaut. Die Verglasung der Orangerie entfernt, das große Fenster der Gärtnerwohnung zugemauert und kleine Fenster und Türen eingebaut. Der Saal war bis 1945 kultureller Treffpunkt der Familie Crusius. Nach der Enteignung wurde das Gut im Zuge der Bodenreform an Neubauern verteilt. Die Orangerie wurde geteilt. Nur der Saal blieb öffentlich zugänglich. Der Durchgang zur Orangerie wurde zugemauert. Bereits 1946 konnten erste Restaurierungsarbeiten durch den Maler Olbrich aus Chemnitz stattfinden. In den 1950er Jahren wurden die Ecksofas entfernt und im Saal eine lange Bank aufgestellt. Nach Protesten von kulturinteressierten Bürgern, die den Saal weiterhin als Festsaal sahen, und nicht als Gemäldegalerie, wurde die Bank wieder entfernt. Seit den 1960er Jahren gehörte der Saal zur Stadt Kohren-Sahlis. 2005/06 wurden die Bilder vorsichtig restauriert. Sie sind in ihrer Erhaltung und Farbigkeit einzigartig.
Seit dem 1. Januar 2018 wurde im Zuge der Eingemeindung die Stadt Frohburg Träger der Museen Kohren-Sahlis, deren Einrichtung der Saal ist.

## Nutzung
In den Sommermonaten kann der Saal besichtigt werden, und es finden Sommerkonzerte statt. Er ist ferner ein beliebter Ort für Trauungen, die das Standesamt Frohburg durchführt.